# Dominik Paris
Dominik „Domme“ Paris (* 14. April 1989 in Meran) ist ein italienischer Skirennläufer. Der Südtiroler ist besonders in den schnellen Disziplinen Abfahrt und Super-G erfolgreich, außerdem startete er in der Alpinen Kombination. Sein bisher größter Erfolg ist der Super-G-Weltmeistertitel im Jahr 2019. 

## Biografie
Paris, der aus Ulten stammt, erlernte das Skifahren im Alter von dreieinhalb Jahren. 2002 und 2004 gewann er den Riesenslalom beim Trofeo Topolino. Nachdem er als 15-Jähriger in den Südtiroler Landeskader aufgenommen worden war, nahm er ab Dezember 2004 an FIS-Rennen teil und wurde im März 2005 italienischer Abfahrts-Juniorenmeister. Freunde und Partys waren ihm damals jedoch wichtiger als ein von Training bestimmter Alltag. Er brach mit 15 Jahren die Schule ab und arbeitete den Sommer über als Maurer auf Baustellen, um sein Hobby, das Skifahren, finanzieren zu können. Seine ersten Europacup-Einsätze hatte er im Februar 2007, doch die Ergebnisse ließen zu wünschen übrig.
Zwischenzeitlich fiel Paris aufgrund ungenügender Leistungen aus dem Landeskader. Um sich von Ablenkungen fernzuhalten und sein Leben in Ordnung zu bringen, verbrachte er den gesamten Sommer 2007 als Schafhirte auf dem Splügenpass in der Schweiz. Nach über drei Monaten in der Abgeschiedenheit fand er die nötige Motivation für die Fortsetzung seiner Sportkarriere. Im darauf folgenden Winter waren seine sportlichen Leistungen bedeutend besser. Bereits im dritten Europacuprennen nach der Wiederaufnahme in den Landeskader gelang ihm am 12. Februar 2008 ein Sieg, beim Super-G von Sella Nevea. Im selben Monat nahm er an den Juniorenweltmeisterschaften 2008 in Formigal teil und erreichte sein bis dahin bestes Ergebnis, den fünften Platz im Riesenslalom.
Am 19. Dezember 2008 hatte Paris sein Weltcup-Debüt und belegte im Super-G von Gröden Platz 54. Nachdem er bei Europacup-Abfahrten zweimal Dritter geworden war, konnte er auch bei den Juniorenweltmeisterschaften 2009 in Garmisch-Partenkirchen große Erfolge feiern. In der Abfahrt und in der Kombination gewann er jeweils die Silbermedaille, im Super-G kam die Bronzemedaille hinzu. Im März 2009 errang er am Passo San Pellegrino im Super G seinen ersten italienischen Meistertitel. Am 4. Dezember 2009 holte Paris in seinem sechsten Weltcuprennen, der Super-Kombination von Beaver Creek, mit Platz 26 die ersten Weltcuppunkte. Seine besten Ergebnisse in der Weltcupsaison 2009/10 waren drei 14. Plätze. Bei den Olympischen Winterspielen 2010 erzielte er den 13. Platz in der Super-Kombination, bei welcher er im Abfahrtsteil die zweitschnellste Zeit fuhr.
Nach einem verhaltenen Beginn der Saison 2010/11 fuhr Paris am 29. Jänner 2011 in der Abfahrt von Chamonix überraschend auf den zweiten Platz, gleichbedeutend mit seinem ersten Weltcup-Podestplatz. Tags darauf erreichte er mit Rang sieben in der Super-Kombination sein zweites Top-10-Ergebnis. Bei den Weltmeisterschaften 2011 in Garmisch-Partenkirchen belegte er Rang 20 in der Abfahrt, in der Super-Kombination schied er aus. In der Weltcupsaison 2011/12 gelangen ihm vier Top-10-Ergebnisse. Am 29. Dezember 2012 gewann Paris sein erstes Weltcuprennen, als er zeitgleich mit Hannes Reichelt in der Abfahrt auf der Pista Stelvio in Bormio siegte. Sein zweiter Sieg folgte vier Wochen später, am 26. Januar 2013 auf der Streif in Kitzbühel, womit er sich endgültig als einer der weltbesten Speedspezialisten etablierte. Bei den Weltmeisterschaften 2013 in Schladming gewann er hinter Aksel Lund Svindal die Silbermedaille in der Abfahrt.
Paris entschied in Lake Louise die erste Abfahrt der Saison 2013/14 für sich. Beim Training zur Abfahrt in Gröden zog er sich am 18. Dezember 2013 einen Muskelriss im linken Unterschenkel zu und musste daraufhin etwas mehr als einen Monat lang pausieren, konnte aber entgegen ersten Befürchtungen dennoch an den Olympischen Winterspielen 2014 in Sotschi teilnehmen. Dort war der elfte Platz in der Abfahrt sein bestes Ergebnis. Im Weltcupsaison 2014/15 zeigte Paris beständige Leistungen. Insgesamt stand er sechsmal auf dem Podest, wobei der Sieg im Super-G von Kitzbühel sein Saisonhöhepunkt war. In der Super-G-Disziplinenwertung belegte er Rang zwei und musste sich nur Kjetil Jansrud geschlagen geben. Hingegen kam er bei den Weltmeisterschaften 2015 nicht über einen zehnten Platz hinaus. Weitere fünf Podestplätze kamen in der Weltcupsaison 2015/16 hinzu, darunter waren zwei Abfahrtssiege in Chamonix und Kvitfjell.
Ebenfalls fünf Podestplätze gelangen Paris im Weltcup 2016/17. Er gewann zum zweiten Mal die Abfahrt auf der Streif, hinzu kam ein weiterer Abfahrtssieg beim Weltcupfinale in Aspen. Als Vierter der Kombination bei den Weltmeisterschaften 2017 in St. Moritz verpasste er knapp eine Medaille. Zwei Podestplätze standen in der Weltcupsaison 2017/18 zu Buche, darunter ein Abfahrtssieg in Bormio. Auch bei den Olympischen Winterspielen 2018 in Pyeongchang verpasste er eine Medaille, diesmal als Viertplatzierter der Abfahrt.
Die Weltcupsaison 2018/19 sollte die bisher erfolgreichste in Paris’ Karriere werden. Nach zwei Podestplatzierungen in den ersten sechs Speedrennen war Paris nach Weihnachten beständig an oder nahe der Spitze. Ihm gelang ein Doppelsieg (Abfahrt, Super-G) in Bormio sowie vier Wochen später sein dritter Abfahrtssieg in Kitzbühel. Bei den Weltmeisterschaften 2019 in Åre gewann Paris die Goldmedaille im Super-G. In der WM-Abfahrt hatte er Pech mit Sicht und Wetter, fuhr aber trotzdem auf Platz 6. Nach den Weltmeisterschaften konnte er nahtlos seine Erfolgsserie fortsetzen und gewann in Kvitfjell zum zweiten Mal in dieser Saison beide Speeddisziplinen an einem Wochenende. Mit dem Abfahrtssieg beim Weltcupfinale in Soldeu erreichte er in der Disziplinenwertung den zweiten Platz, nur 20 Punkte hinter dem Schweizer Beat Feuz. Mit dem Sieg im abschließenden Super-G holte sich Paris zum ersten Mal eine kleine Kristallkugel für den Gewinn der Disziplinenwertung im Super-G. Auch im Gesamtweltcup erreichte er mit 950 Punkten den 4. Platz und damit sein bisher bestes Ergebnis.
Im Weltcup 2019/20 knüpfte Paris zunächst nahtlos an das hohe Niveau des Vorwinters an und lieferte sich erneut ein Duell mit Beat Feuz. Seine ersten beiden Siege holte er auf der Pista Stelvio in Bormio, jeweils in der Abfahrt. Damit konnte er in Bormio vier Abfahrten in Folge gewinnen und ist mit sechs Siegen insgesamt Rekordsieger an diesem Ort. Mitte Januar 2020 verpasste er wiederholt knapp den Abfahrtssieg in Wengen. Bei der Vorbereitung auf die Kitzbüheler Hahnenkammabfahrt zog er sich am 21. Januar während einer Trainingsfahrt einen Kreuzbandriss im rechten Knie zu und musste daraufhin die Saison vorzeitig beenden.
In der Weltcupsaison 2020/21 feierte er zunächst im Januar 2021 in der ersten Abfahrt in Kitzbühel mit einem dritten Platz ein Comeback auf dem Podium, ehe er zwei Wochen später auf der Kandahar in Garmisch-Partenkirchen in derselben Disziplin triumphierte. Die Saison schloss er mit dem dritten Platz im Abfahrts-Weltcup ab, während es in der Gesamtwertung infolge schlechterer Ergebnisse in seiner zweiten Spezialdisziplin Super-G diesmal nur zum 15. Platz reichte. Bei den Alpinen Skiweltmeisterschaften 2021 in Cortina d’Ampezzo blieb er ohne Medaille, sowohl in der Abfahrt (4. Platz) als auch als Titelverteidiger im Super-G (5. Platz) verpasste er das Podium jeweils knapp.
In der Saison 2021/22 gehörte er neuerdings zu den besten Abfahrern. Ende Dezember entschied er erneut die Abfahrt in Bormio für sich und Anfang März die zweite Abfahrt in Kvitfjell, womit er auch auf dieser Piste nun alleiniger Rekordsieger im Abfahrtsbewerb ist. Dazu konnte er im Jänner in der zweiten Abfahrt am Lauberhorn in Wengen einen dritten Platz erzielen. Weniger gut lief es bei den Olympischen Winterspielen 2022 in Peking: Nach einem 6. Platz in der Abfahrt reichte es am Folgetag im Super-G nur für Rang 21.
Am 16. Dezember 2023 gewann er erstmals eine Abfahrt auf der Saslong in Gröden. Ein weiterer Sieg in der Abfahrt gelang ihm am 7. März 2025 in Kvitfjell. Mit insgesamt 19 Abfahrtssiegen, darunter vier allein in Kvitfjell, ist Paris nunmehr der erfolgreichste aktive Abfahrtsläufer im Alpinen Skiweltcup und liegt gemeinsam mit Peter Müller in der ewigen Bestenlisten dieser Disziplin auf dem zweiten Platz hinter Franz Klammer (25 Siege). Am 9. März 2025 gelang Paris ebenfalls in Kvitfjell erstmals seit sechs Jahren wieder ein Sieg im Super-G. Mit diesem Erfolg hat er nun insgesamt 24 Weltcupsiege und zog so mit Gustav Thöni gleich.

## Privates
Sein zwei Jahre älterer Bruder René verunglückte 2013 bei einem Motorradunfall in Kuppelwies (Gemeinde Ulten) tödlich. Seit Juli 2018 und April 2020 sind Dominik Paris und seine Lebensgefährtin Kristina Eltern von zwei Söhnen. Paris ist Sänger der Death-Metal-Band Rise of Voltage, die im Sommer 2018 ihr Debütalbum Time veröffentlichte.

## Erfolge

### Olympische Spiele
- Vancouver 2010: 13. Super-Kombination
- Sotschi 2014: 11. Abfahrt, 16. Super-G, 18. Super-Kombination
- Pyeongchang 2018: 4. Abfahrt, 7. Super-G
- Peking 2022: 6. Abfahrt, 21. Super-G

### Weltmeisterschaften
- Garmisch-Partenkirchen 2011: 20. Abfahrt
- Schladming 2013: 2. Abfahrt, 9. Super-Kombination
- Vail/Beaver Creek 2015: 10. Alpine Kombination, 14. Super-G, 23. Abfahrt
- St. Moritz 2017: 4. Alpine Kombination, 9. Super-G, 13. Abfahrt
- Åre 2019: 1. Super-G, 6. Abfahrt, 9. Alpine Kombination
- Cortina d’Ampezzo 2021: 4. Abfahrt, 5. Super-G
- Courchevel 2023: 8. Abfahrt
- Saalbach 2025: 4. Abfahrt, 7. Super-G

### Weltcupsiege
- 50 Podestplätze, davon 24 Siege:

| Datum             | Ort                    | Land               | Disziplin |
| ----------------- | ---------------------- | ------------------ | --------- |
| 29. Dezember 2012 | Bormio                 | Italien            | Abfahrt * |
| 26. Januar 2013   | Kitzbühel              | Österreich         | Abfahrt   |
| 30. November 2013 | Lake Louise            | Kanada             | Abfahrt   |
| 23. Januar 2015   | Kitzbühel              | Österreich         | Super-G   |
| 20. Februar 2016  | Chamonix               | Frankreich         | Abfahrt   |
| 12. März 2016     | Kvitfjell              | Norwegen           | Abfahrt   |
| 21. Januar 2017   | Kitzbühel              | Österreich         | Abfahrt   |
| 15. März 2017     | Aspen                  | Vereinigte Staaten | Abfahrt   |
| 28. Dezember 2017 | Bormio                 | Italien            | Abfahrt   |
| 28. Dezember 2018 | Bormio                 | Italien            | Abfahrt   |
| 29. Dezember 2018 | Bormio                 | Italien            | Super-G   |
| 25. Januar 2019   | Kitzbühel              | Österreich         | Abfahrt   |
| 2. März 2019      | Kvitfjell              | Norwegen           | Abfahrt   |
| 3. März 2019      | Kvitfjell              | Norwegen           | Super-G   |
| 13. März 2019     | Soldeu                 | Andorra            | Abfahrt   |
| 14. März 2019     | Soldeu                 | Andorra            | Super-G   |
| 27. Dezember 2019 | Bormio                 | Italien            | Abfahrt   |
| 28. Dezember 2019 | Bormio                 | Italien            | Abfahrt   |
| 5. Februar 2021   | Garmisch-Partenkirchen | Deutschland        | Abfahrt   |
| 28. Dezember 2021 | Bormio                 | Italien            | Abfahrt   |
| 5. März 2022      | Kvitfjell              | Norwegen           | Abfahrt   |
| 16. Dezember 2023 | Gröden                 | Italien            | Abfahrt   |
| 7. März 2025      | Kvitfjell              | Norwegen           | Abfahrt   |
| 9. März 2025      | Kvitfjell              | Norwegen           | Super-G   |

* zeitgleich mit Hannes Reichelt

### Weltcupwertungen
| Saison  | Gesamt | Gesamt | Abfahrt | Abfahrt | Super-G | Super-G | Kombination | Kombination |
| Saison  | Platz  | Punkte | Platz   | Punkte  | Platz   | Punkte  | Platz       | Punkte      |
| ------- | ------ | ------ | ------- | ------- | ------- | ------- | ----------- | ----------- |
| 2009/10 | 72.    | 91     | 43.     | 21      | 37.     | 19      | 21.         | 51          |
| 2010/11 | 47.    | 171    | 21.     | 126     | 55.     | 4       | 20.         | 41          |
| 2011/12 | 31.    | 294    | 14.     | 230     | 52.     | 8       | 18.         | 56          |
| 2012/13 | 14.    | 462    | 3.      | 378     | 23.     | 44      | 11.         | 40          |
| 2013/14 | 35.    | 231    | 15.     | 189     | 32.     | 26      | 22.         | 16          |
| 2014/15 | 7.     | 745    | 5.      | 386     | 2.      | 353     | 37.         | 6           |
| 2015/16 | 6.     | 805    | 3.      | 432     | 10.     | 212     | 4.          | 161         |
| 2016/17 | 8.     | 653    | 3.      | 371     | 4.      | 277     | 39.         | 4           |
| 2017/18 | 12.    | 386    | 4.      | 386     | 16.     | 87      | 11.         | 45          |
| 2018/19 | 4.     | 950    | 2.      | 520     | 1.      | 430     | –           | –           |
| 2019/20 | 11.    | 556    | 5.      | 384     | 10.     | 145     | 23.         | 27          |
| 2020/21 | 15.    | 426    | 3.      | 338     | 19.     | 88      | –           | –           |
| 2021/22 | 8.     | 680    | 3.      | 522     | 9.      | 158     | –           | –           |
| 2022/23 | 18.    | 384    | 11.     | 210     | 9.      | 174     | –           | –           |
| 2023/24 | 8.     | 539    | 3.      | 342     | 7.      | 197     | –           | –           |
| 2024/25 | 11.    | 524    | 6.      | 262     | 6.      | 262     | –           | –           |

### Europacup
- 3 Podestplätze, davon 1 Sieg:

| Datum            | Ort         | Land    | Disziplin |
| ---------------- | ----------- | ------- | --------- |
| 12. Februar 2008 | Sella Nevea | Italien | Super-G   |

### Juniorenweltmeisterschaften
- Formigal 2008: 5. Riesenslalom, 19. Abfahrt
- Garmisch-Partenkirchen 2009: 2. Abfahrt, 2. Kombination, 3. Super-G, 20. Riesenslalom, 28. Slalom

### Weitere Erfolge
- 4 italienische Meistertitel (Super-G 2009, 2013 und 2017, Abfahrt 2021)
- Dreifacher Italienischer Juniorenmeister (Abfahrt 2005 und 2009, Kombination 2009)